# Istoria Turzii
Istoria atestată a localității Turda începe în paleoliticul mijlociu, de când datează primele urme de locuire umană, și se extinde până în prezent.

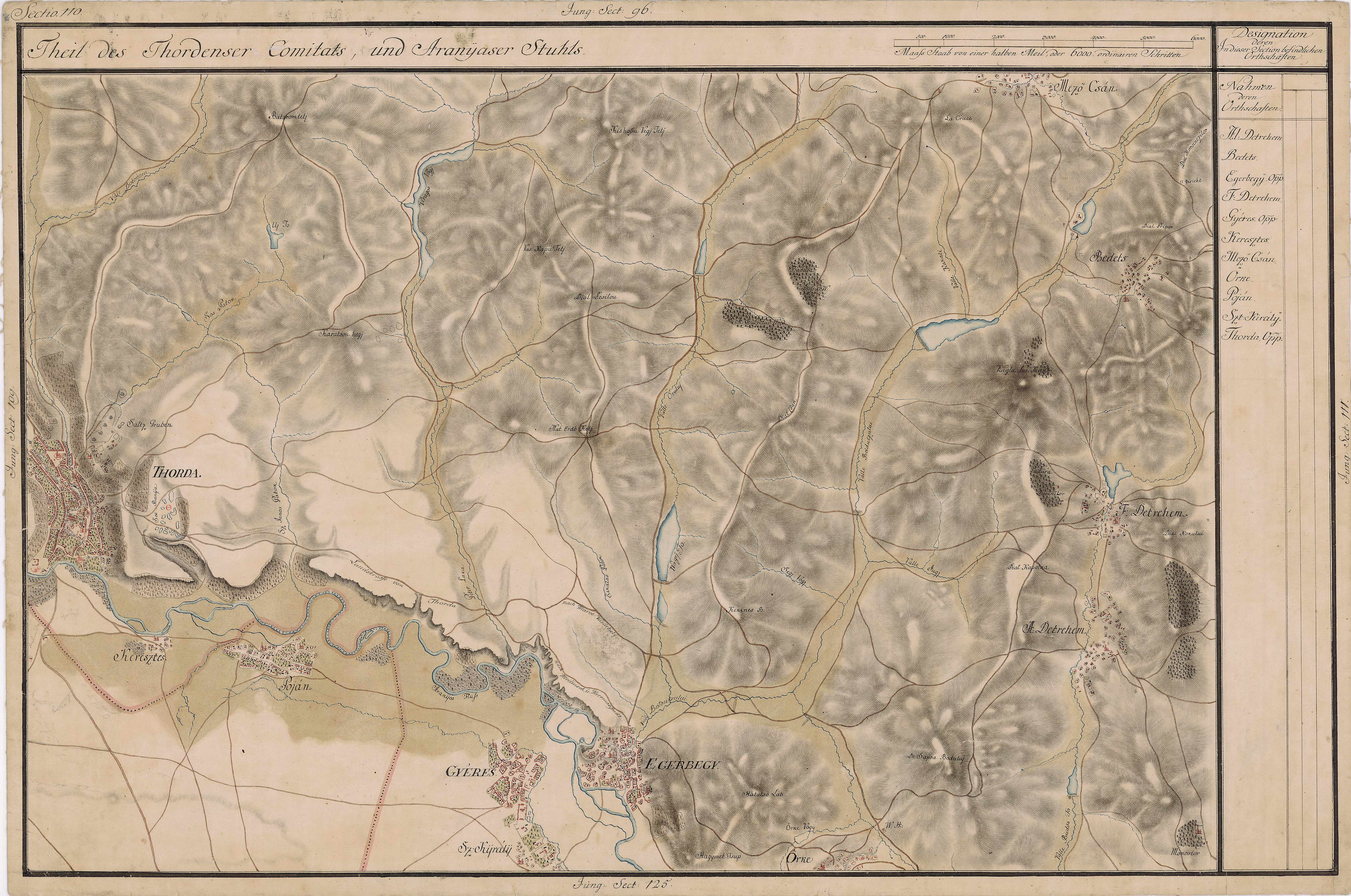
Turda pe Harta Iosefină a Transilvaniei
în anii 1769-1773
(Click pentru imagine interactivă)

## Antichitatea

### Perioada preromană
În peșterile din Cheile Turzii se găsesc cele mai vechi urme ale vieții omenești din zona Turda. Aceste urme, vechi de cca 60.000 de ani, aparțin comunităților musteriene de vânători din paleoliticul mijlociu. Ele au fost găsite în peșterile “Balica Mare”, „Balica Mică“, “Binder”, “Ungurească”, “Romboidală”, „Morarilor“ și „Călăștur“.
Mult mai frecvente sunt urmele epocii neolitice (5500-2000 î.C.). În neolitic, în afară de zona Cheile Turzii, a fost locuită și zona Cheilor Turului, între satele Tureni și Copăceni (aici s-a găsit ceramică, topoare de piatră și silexuri). Tot în neolitic apar și primele așezări deschise (grupuri de locuințe): pe malul Văii Șurilor din Aiton, la “Șanțul Păgânilor“ din Moldovenești, la Mihai Viteazu și la Bădeni. La Turda, lângă lacul nr.1 (“Carolina“) de la Durgău, s-a descoperit o daltă de piatră și bca 30 silexuri neolitice.
Arheologic, în zona Turda, este bine documentată și perioada de sfârșit a neoliticului, de tranziție spre epoca bronzului - eneoliticul (2000-1700 î.h.). Urme ale acestei perioade (“cultura Coțofeni“) apar în multe locuri din zonă.
Epoca cuprului (calcolitic) este reprezentată de obiectele de cupru descoperite la Vâlcele (peste 30 de topoare).
Epoca bronzului (1700-1150 î.C.) este atestată mai ales de “cultura Wietenberg”. Sporirea numărului de așezări din această epocă corespunde creșterii demografice a populației.
Din perioada “culturii Hallstatt“ (1150-450 î.C.) aparținând primei etape a epocii fierului s-au păstrat numeroase urme, atât pe teritoriul Turzii, cât și in împrejurimi. În această perioadă, daco-geții de individualizează din masa triburilor tracice, alcătuind majoritatea populației autohtone. Pe lângă sciți, în zona Turda au trăit în epoca fierului și celți. De la celții trăitori în regiunea Turda în a doua fază a epocii fierului (“cultura Latène”, 100 î.C.-100 d.C.) a rămas o statuetă de bronz, găsită la Luncani. Etapa finală a perioadei Latène constituie faza maximei înfloriri a civilizației dacice. Zona Turda, componentă a regatului dac, nu a furnizat din păcate descoperiri spectaculare aparținând dacilor. Aceasta nu înseamnă însă că ar lipsi urmele dacice în zonă. Din această epocă s-a perpetuat toponimul dacic al localității: Potaissa.
În epoca preromană s-a extras sare din cele 2 masive de la Potaissa (Durgău și Băile Sărate), pentru necesități de consum local.

### Perioada romană
În anul 106 la încheierea celor 2 războaie dintre Traian și Decebal, Dacia a fost cucerită de către Imperiul Roman devenind Provincie romană. Anul 106 a însemnat pentru Potaissa, debutul unei noi epoci istorice. Deja în vara anului 106 se întreprinde o intensă explorare a noii provincii înglobate Imperiului Roman (marcarea punctelor strategice, înregistrarea surselor naturale, amenajarea rețelelor rutiere, stabilirea garnizoanelor, edificarea fortificațiilor).
Evenimentul care a impulsionat cel mai mult dezvoltarea vechii așezări dacice Potaissa, înainte de staționarea aici a Legiunii a V-a Macedonica în anul 168, a fost apariția și stabilirea unor coloniști romani, veniți din diferite zone ale Imperiului Roman. Aceste prime grupuri de coloniști romani (cives Romani) care sosesc la Potaissa nu se așază în vicus-ul dacic preexistent, locuit preponderent de autohtoni. Nici nu se putea concepe un asemenea amestec în primele decenii ale guvernării romane a Daciei. Primele 6 decenii din istoria Potaissei romane (106-166) (vezi Dacia Traiană) au constituit o perioadă de acumulări lente, fără evenimente notabile.
Războiul marcoman (166-180) a prilejuit trimiterea în Dacia romană a Legiunii a V-a Macedonica, pentru întărirea granițelor de nord ale provinciei Dacia. Legiunea a fost cantonată între anii 168-170 la Potaissa, pe platoul Dealului Cetății, unde a construit un puternic castru. Prin stabilirea legiunii la Potaissa, s-a întărit considerabil comunitatea de cives Romani, ceea ce a dus la acordarea statutului de municipiu fostei așezări rurale (vicus). Legiunea, compusă din cca 5000 militari, a contribuit decisiv la transformarea efectivă a satului în oraș, prin construirea de edificii arhitecturale tipic romane, cu elemente de confort urban. O dată cu cei 5000 de militari, se stabilesc la Potaissa și numeroase persoane civile care urmau, pretutindeni, armata. Zonele principale de locuit ale populației civile (autohtoni daci și cives Romani) în Potaissa au fost situate la sud și la sud-est de castru.
La intrarea în defileul Arieșului, în satul Moldovenești (la circa 15 km sud-vest de Turda de azi, lângă râul Arieș), romanii au mai avut o cetate, de dimensiuni mai reduse, cu rol de control al accesului spre minele de aur din Munții Apuseni. Cetatea a fost distrusă cu ocazia invaziei tătarilor din anul 1241, ulterior nemaifiind refăcută.
În epoca romană exploatarea sării din cele 2 masive de la Potaissa s-a intensificat, sarea fiind transportată și în alte părți.
Spre mijlocul secolului al III-lea provincia romană Dacia trece prin momente dificile, fiind atacată între anii 245-248 de carpi si in anul 267 de Goți. Se pare că nici Potaissa n-a fost cruțată. Viața locuitorilor Potaissei (ca și din întreaga provincie) în ultimii ani ai administrației romane a devenit din ce în ce mai incertă și nesigură. Într-o epocă plină de frământări, în care atacurile popoarelor străine sunt dublate de numeroase uzurpări, împăratul Gallienus a dislocat adesea părți din legiunile romane, pentru a face față situațiilor critice. Se pare că Legiunea a V-a Macedonica i-a rămas credincioasă. Este dificil de stabilit derularea evenimentelor militare la care participă în acest răstimp Legiunea a V-a Macedonica.
După anul 260, situația militară în Dacia devine deosebit de critică, izvoarele epigrafice dispar, iar sursele literare vorbesc de o „amissio Daciae” (pierderea autorității centrale romane asupra Daciei).
În sfârșit, sub Aurelian, prin anii 271-272 s-a produs abandonarea definitivă a provinciei, iar armatele părăsesc Dacia. Legiunea a V-a Macedonica se retrage pe malul drept al Dunării, la Oescus (azi Ghighen, Bulgaria). Plecarea legiunii a antrenat automat evacuarea unei părți a populației din Potaissa, legată prin interese de armată, și o reducere bruscă a numărului de locuitori ai orașului. Din cercetările în castrul Potaissa, nu rezultă vreo distrugere intenționată, sau vreun incendiu cu prilejul retragerii. Trupele legiunii s-au retras în ordine spre noua localitate de garnizoană, Oescus.
Traiul populației rămase la Potaissa în secolele III și IV (după retragerea trupelor romane și a unei părți din populație) a fost modest și nu lipsit de primejdii. Relevante sunt diminuarea calității vieții, scăderea activității economice, revenirea la economia naturală și ruralizarea. Dovezile arheologice de viață la Potaissa par a se stinge la începutul ultimului sfert al secolului al IV-lea. Ca și în celelalte foste orașe ale Daciei romane, invazia hunilor și a aliaților lor a constituit o puternică lovitură, provocând probabil împrăștierea unei bune părți a locuitorilor din Potaissa.
Începând cu secolul al V-lea populația daco-romană se retrage treptat în zonele mai adăpostite și cu mijloace de subzistență mai sigure. Cei mai mulți dintre foștii orășeni se dispersează pe o rază de mulți kilometri, asimilați în mai vechi comunități rurale preexistente sau înfiripând noi așezări. Orașul Potaissa cade în ruină și nu va mai fi locuit decât sporadic în următoarele secole. Situația se modifică spre finele epocii de formare a poporului român (secolele VIII-IX), când descoperirile arheologice confirmă existența unei noi așezări umane la Turda, aflată în zorii Evului Mediu.

## Evul mediu
Condițiile de viață ale populației autohtone sunt întrevăzute în existența obștilor sătești, conduse de cneji, juzi sau oameni în vârstă, aleși de comunitatea sătească. Așezările populației românești se dezvoltă, comunitățile se statornicesc tot mai mult, societatea omenească evoluând spre organizare, până la apariția în secolul al IX-lea a primelor formațiuni cu caracter statal de tipul cnezatelor și voievodatelor.
În secolele IX-X Ardealul era divizat teritorial în 3 formațiuni statale, numite voievodatele lui Gelu, Glad și Menumorut (Turda a aparținut voievodatului lui Gelu).
Între secolele X-XIII a avut loc ocuparea treptată a Ardealului, de la nord spre sud, de către maghiari. În jurul anului 900 maghiarii au cucerit voievodatul Gelu, inclusiv zona Turda. Ocuparea Ardealului a luat sfârsit în jurul anului 1200. Dupa această dată reîncepe procesul de reurbanizare a multor localități ardelene.
Numele Thorda (Turda) apare pentru prima dată într-un document din anul 1075 semnat de regele maghiar Geza I, prin care atribuie mănăstirii călugărilor benedictini din Garamvölgy (Garamszentbenedek) în Slovacia (Gran-Esztergom, azi în Ungaria) incasările vamei târgului, a vamei de la podul peste Arieș și a vamei ocnelor de sare, din locul denumit Aranyas-Aureus (Szentmiklós), situat lângă râul Arieș. 
În Evul mediu timpuriu au existat în mod sigur 3 sate pe teritoriul actual al Turzii: Szentmiklós, Egyházfalva și Udvarnoktelek (“Moșia Curteanului”)
Un centru religios benedictin a existat la Turda în secolele XI-XII.
Într-un document din anul 1177 se arată că partea din Aranyas-Aureus denumită Egyhàzfalva (Satul Bisericii/Satul Mănăstirii) aparținea consistoriului  din Arad.
Într-un recent document  se afirmă următoarele: "Este adevărat că pământul cetății Turda este amintit în anul 1177, dar în acest document pasajul respectiv constituie un fals introdus în secolul al XIV-lea, și, în consecință, nu are valoare documentară pentru stabilirea datei formării „Comitatului Turda". Mai mult, cetatea Turda (castrum, quod vocatur Torda) apare de fapt deja în diploma referitoare la ctitorirea abației de Garamszentbenedek (Hronský Benadik, Slovacia – azi: Strigoniu-Gran-Esztergom, Ungaria), din 1075, dar, din păcate, în partea interpolată a documentului, și astfel nici această informație nu constituie un indiciu sigur cu privire la existența cetății Turda și a Comitatului Turda la sfârșitul secolului al XI-lea. Data cea mai veche și sigură referitoare la locuitorii cetății Turda (populi castrenses) este anul 1219".
În secolul al XII-lea au fost aduși la Turda minieri germani și austrieci, ca specialiști în extragerea sării. Documentele acestor familii, păstrate în cetatea de la Colțești și în cetatea din satul Sânmiclăuș (Szentmiklós) (fost sat, azi parte din Turda), au fost arse în timpul invaziei tătare din anul 1241. În primii ani, aceste familii de germani și austrieci au locuit în fostul castru roman Potaissa (Saxodonia). 
Sânmiclăuș (Szentmiklós), sat cu o mică cetate care apăra podul peste râul Arieș, localizat in partea de sud-est a orașului actual, a fost menționat deja în anii 1202-1203, într-un act de hotărnicie emis de regele maghiar Emeric (Imre).
Mănăstirea din Satul Bisericii (Egyházfalva), construită în anul 1204 (pe locul unde azi e Banca Comercială Română, Piața 1 Decembrie 1918 nr.29), a aparținut inițial unui ordin de cavalerie al cruciaților teutoni ioaniți, ordin amintit în documentele vremii sub numele de “Cruciferi Santi Regis” (1177), “Magister Domus Cruciferorum de Thorda” (1276) și “Mile preceptor Domus Cruciferorum de Torda” (1295). Începând din anul 1331 cruciații de la această mănăstire sunt înlocuiți cu călugări paulini. 
În jurul anului 1250 au fost colonizate multe familii de secui în satele situate la sud și la vest de Turda, acordându-li-se o serie de avantaje economice și administrative (Scaunul Secuiesc al Arieșului). 
Într-un act datat 1 mai 1271 se face prima atestare documentară a Salinei de la Turda.
Într-un act din anul 1276, păstrat ca copie din secolul al XVII-lea, sunt fixate hotarele între satul Egyházfalva (stăpânit de consistoriul din Arad) și satul Sânmiclăuș pe care l-a primit Banul Mikud de la regele ungur Béla IV (1235-1270). Hotarul între celor doua posesiuni "începea la pârâul Peșeleu (Valea Săndulești) aproape de capela din satul Sânmiclăuș, înaintând la cetatea patrulateră Saxodonia (fostul castru roman Potaissa)…". 
În 1279 se înființează Comitatul Turda (unul din cele 7 comitate ardelene). Nobili maghiari își construiesc case în tot orașul.
Începând cu a doua jumătate a secolului al XIII-lea Turda va primi și o însemnată funcție administrativă și politică, ca loc de întrunire a adunărilor obștești din Transilvania, numite și Congregatii Generale (din secolul al XVI-lea redenumite Diete). Cea dintâi adunare obștească a fost ținută în satul învecinat Oprișani în timpul voievodului Transilvaniei Roland Borșa. După 1330 se transformă în adunări periodice cu caracter judiciar, în care rolul principal îl joacă nobilimea din comitatele transilvănene. Aceste adunări se țineau anual, sau de două ori pe an, de obicei la Oprișani. La Turda s-au ținut în total 127 Diete ale Transilvaniei, cele mai multe în tabăra militară de la Oprișani.
De două ori (1241 și 1285) Turda a fost supusă invaziilor devastatoare ale tătarilor. În anul 1287 regele Ladislau IV Cumanul a întreprins o acțiune militară contra tătarilor, care a afectat și Turda. 
Documentele consemnează faptul că Banul Mikud a donat în jurul anului 1288 mica fortificație (cetate) de la Sânmiclăuș (Szentmiklós) din Turda episcopiei din Alba-Iulia (ca răscumpărare pentru faptul că nu luase parte la o cruciadă).
Coloniștilor Germani și Austrieci li s-a acordat în anul 1291 dreptul de a-și alege un jude (primar), fiind scoși în acest fel de sub jurisdicția autorității maghiare locale și a voievodului din Ardeal.
Pentru prima dată Turda e menționată ca “oraș” în anul 1297 sub numele de “Civitas Tordensis”.
În secolele XIII-XIV cronicile amintesc de existența unei așezări numită Turda Nouă (“Uj-Thorda”) în zona actualelor străzi: Salinelor - A.I.Cuza - S.Bărnuțiu, cu locuitori germani, austrieci și maghiari. “Turda Nouă” a dispus chiar și de o mică fortificație (pe amplasamentul actual al Bisericii Reformat-Calvine). 
In secolele XIV-XV Turda se extinde neîncetat, contopindu-se, cu timpul, așezările învecinate Turda Veche și Turda Nouă.
În jurul anului 1400 se ridică în centrul Turzii actuala Biserică Reformată-Calvină (până la Reforma protestantă - Romano-Catolică), iar în a doua jumătate a secolului al XV-lea Biserica Romano-Catolică, pe marginea de nord a pieței centrale.
În secolul al XV-lea se construiește o reședință voievodală, locul în care s-au ținut câteva din Dietele Transilvaniei. Actualmente, clădirea adăposteste Muzeul de Istorie.
La 2 februarie 1438 s-a întrunit la Turda Adunarea Generală a nobilimii din Ardeal care a aprobat documentul ”Unio Trium Nationum”. Prin aceasta a fost ratificată uniunea încheiată în septembrie 1437 la Căpâlna, prin care s-au luat măsuri de reprimare a răscoalei țărănești de la Bobâlna. “Dealul Spânzuraților” din cartierul Turda Nouă amintește locul unde au fost spânzurați 9 dintre participanții la Răscoala de la Bobâlna, originari din zona Turda.

## Epoca modernă

### Sub suzeranitate otomană
În anul 1542 a avut loc la Turda Dieta care a pus bazele noii organizări a Ardealului sub suzeranitate turcă (“Principatul Transilvania”, condus de principi). 
Convenția Națională a Principatului Transilvaniei, convocată la Turda în anul 1544, anunță unirea Transilvaniei cu Partium. 
Diete ținute la Turda au decretat libertatea confesională a 3 culte protestante: reformat-luterană (în anul 1557), reformat-calvină (1564) și unitariană (1568), cât și tolerarea cultului ortodox românesc. La Dieta Transilvaniei întrunită la Turda în anul 1568 se proclamă libertatea religioasă pentru prima dată în Europa. În memoria acestui eveniment, pieței centrale din Turda i s-a dat numele de “Piața Libertății Religioase” (“Valásszabadtság-tér”), denumire păstrată până în anul 1918. Evenimentul a fost imortalizat pe o pictură de Aladár Körösföi-Kriesch (1898), păstrată la Muzeul de Istorie.
Adunarea Generală a nobilimii ardelene ținută la Turda în anul 1579 a acordat cultului ortodox român dreptul de a alege un episcop propriu de Ardeal. 
În anul 1589 s-a înființat gimnaziul unitarian. 
La data de 9/10 august 1601 a fost ucis la 3 km sud de Turda, la 43 de ani, Mihai Viteazul, primul unificator al celor trei Principate Romanesti, Tara Romaneasca, Transilvania si Moldova. Trupul său a fost înmormântat pe acel loc. Capul său a fost luat de unul dintre căpitanii domnitorului și îngropat la Mănăstirea Dealu de lângă Târgoviște.
Dupa acest eveniment luptele dintre trupele imperiale si cele ale nobilimii din Transilvania precum si in anii urmatori conflictelor armate dintre Curuți si Lobonți au provocat distrugeri insemnate, orasul cazand prada jafurilor si incendiilor, mare parte a populatiei parasind localitatea.
Între 1613-1629 Turda cunoaște o perioadă de revigorare economică, prin măsurile luate de principele Gabriel Bethlen. Principele a colonizat totodată în cartierul Turda Nouă multe familii de ofițeri și soldați demobilizați.
Între cele mai vechi manuscrise latine din Transilvania s-a păstrat lucrarea "Breviarum Transilvanicum", copiată la 1641 într-o aleasă scriere ornată de către Nicolae de Turda (Nicolaus de Thorda). 
În 1644 principele Gheorghe Rákóczi al II-lea a plecat din Turda cu armata la “Războiul de 30 de ani”.
În jurul anului 1660, în timpul ocupării orașului Oradea de către turci, un număr mare de familii au fugit de acolo, stabilindu-se la Turda.

### Sub administrație austriacă
În 1688 a luat sfârșit suzeranitatea turcă asupra Ardealului (în urma înfrângerii Turciei de către Austria). Între anii 1688-1867 Ardealul a aparținut imperiului austriac. Organul de administrare al Ardealului (Dieta) s-a mutat de la Turda la Alba Iulia, orașul Turda pierzând funcția politico-administrativă anterioară. 
Revolta antiaustriacă a curuților, sub conducerea lui Francisc Rákóczi al II-lea, a afectat și Turda, orașul fiind ocupat vremelnic de curuți. Austriecii au recucerit Turda în anul 1711. Conflictele dintre Curuții promaghiari și Lobonții proaustrieci din anii 1703-1711 au produs orașului mari pagube.
Harta Iosefină din anii 1769-1773 ne arată peisajul urbanistic de atunci al orașului Turda:

- Conform acestei hărți, Valea Racilor ar fi curs parțial de-a lungul străzii Dr.I.Rațiu, până la intersecția cu str.Mircea cel Bătrân, ceea ce constituie foarte probabil o eroare cartografică. Valea a curs de-a lungul str.N.Iorga spre str.G.Marinescu, unde confluează cu Valea Caldă Mare. Porțiunea respectivă o reprezintă de fapt "Canalul Morii" care transporta apa deviată din Valea Racilor necesară funcționării celor două mori de str.Mircea cel Bătrân și a tăbăcăriilor din zonă.

- În Turda existau 6 mori de apă pe Valea Racilor și o moară de apă pe Valea Caldă Mare (marcate pe Harta Iosefină cu roți dințate). Moara cu aburi Grosmann (str.G.Barițiu nr.58) s-a construit mai târziu.

- Peste cele văi existau pe atunci 13 punți și poduri (unele din ele nu mai există).

- Existau 8 biserici, dintre care două au dispărut (biserica de pe dealul Alamaș, spre Durgău, și biserica evanghelică-luterană din Piața 1 Decembrie 1918).

- Harta prezintă traseul de odinioară al zidului fortăreței medievale care înconjura biserica reformată-calvină din centrul orașului.

- In zona Durgău existau 5 ocne de sare (Carolina, Iosif, Tereza, Anton și Cojocneană).

- La Băile Sărate existau 16 lacuri.

- Harta redă amplasamentul podului vechi peste Arieș.

- Drumul spre Târgu-Mureș și Mediaș trecea prin cartierele Hărcana și Petrilaca, pe malul stâng al Ariesului.

Între anii 1782-1784 s-a înființat la Turda prima școală în limba română.

### Epoca naționalismului
Între anii 1867-1918 Ardealul s-a aflat sub administrație maghiară, în cadrul dublei monarhii cezaro-crăiești austro-ungare.